# Sedat Günertem
Sedat Günertem (* 1936 in Antalya; † 24. Januar 2017) war ein türkischer Fußballtorhüter.

## Karriere
Günertem begann seine Karriere am Anfang der 1950er-Jahre bei Kasımpaşa Istanbul. Für Kasımpaşa kam Günertem in der İstanbul Profesyonel Ligi zu 29 Pflichtspielen. Vor dem Beginn der Saison 1959/60 wechselte der Torhüter zu Galatasaray Istanbul. Dort kam er im Dezember 1959 zu zwei Ligaspielen. Nach dieser Saison musste Günertem die Gelb-Roten verlassen.
1962 ging Günertem zu Beyoğluspor und beendete im Sommer 1963 seine Karriere.

## Weblink
- Spielerprofil auf mackolik.com

| Personendaten    | Personendaten              |
| ---------------- | -------------------------- |
| NAME             | Günertem, Sedat            |
| KURZBESCHREIBUNG | türkischer Fußballtorhüter |
| GEBURTSDATUM     | 1936                       |
| GEBURTSORT       | Antalya, Türkei            |
| STERBEDATUM      | 24. Januar 2017            |